# Stamkrypare
Stamkrypare (Premnornis guttuliger) är en fågel i familjen ugnfåglar inom ordningen tättingar.

## Utbredning och systematik
Stamkryparen placeras som enda art i släktet Premnornis.  Den delas in i två underarter:
- P. g. guttuliger – förekommer i Anderna från Colombia och Ecuador till södra Peru
- P. g. venezuelanus – förekommer i Anderna i det allra nordvästligaste Venezuela (sydvästra Táchira)

## Status och hot
Arten har ett stort utbredningsområde, men tros minska i antal, dock inte tillräckligt kraftigt för att den ska betraktas som hotad. Internationella naturvårdsunionen IUCN listar arten som livskraftig (LC).